# Mañana puede ser verdad
Mañana puede ser verdad va ser una sèrie de televisió espanyola, dirigida per Narciso Ibáñez Serrador i emesa a partir de 1964 per Televisió Espanyola.

## Història
La sèrie va ser creada el 1961 per Narciso Ibáñez Serrador en col·laboració amb el seu pare, Narciso Ibáñez Menta i va començar la seva emissió per Canal 7 de l'Argentina a l'agost de 1962 amb l'episodi El hombre que perdió su risa. Els episodis van ser dirigits alternativament entre pare i fill, de manera que quan actuava un, dirigia l'altre.
Es tractava d'un cicle que abordava la ciència-ficció tan en voga en aquells dies als Estats Units i Europa, i adaptava relats de mestres del gènere com Ray Bradbury, Heinlein, Mann Rubin, entre els estrangers. i Agustín Cuzzani i Dalmiro Sáenz entre els argentins. Un dels episodis més cèlebres va ser Los Bulbos, que va arribar a rodar fins a tres ocasions, i que en aquesta primera ocasió va protagonitzar el propi Chicho, sent el seu pare l'encarregat de protagonitzar-lo en la versió espanyola i el posterior lliurament argentí dels anys 70.
Un any després, quan Chicho va viatjar a Espanya amb intenció de treballar en Televisió Espanyola, va portar amb si un dels capítols rodats a l'Argentina per a aquesta sèrie, concretament l'episodi pilot, per mostrar-lo als directius de la cadena que van decidir emetre'l per saber la reacció del públic, la qual va ser bastant bona, la qual cosa li va permetre començar a treballar en televisió primer dirigint alguns programes d' Estudio 3 i La historia de San Michele, i més tard adaptant la sèrie argentina a Espanya, comptant amb la interpretació del seu pare en molts dels episodis.
La sèrie començava amb una obertura que mostrava unes bombolles en ebullició seguit d'un raig que formava les lletres del títol, i es van emetre al voltant de 13 episodis durant 1964 i 1965, (uns 9 en la versió argentina del 62) dels quals actualment només es conserva el programa titulat NN23, encara que a l'estiu de 2017 es va anunciar la troballa de l'episodi pilot als arxius de Prointel, la productora de Chicho, episodi que es conserva gràcies a que Chicho el va portar des de l'Argentina per a mostrar-lo a TVE. Com a curiositat, es conta que el propi Francisco Franco va estar enganxat al programa Los Bulbos.
Però no va ser fins a l'emissió d'un especial titulat El Último Reloj per la èrie de suspens Tras la puerta cerrada, que s'endinsaria en el terreny que el faria famós a Espanya, el terror. Era un remake d'un episodi argentí pertanyent a la sèrie Obras maestras del terror, i que també va aparèixer com a part de la pel·lícula del mateix títol, escrits tots dos per Chicho, i adaptat d'un relat de Edgar Allan Poe. Amb aquest especial començaria el que poc després seriosa la sèrie Historias para no dormir.

## Argument
La sèrie es va compondre d'episodis independents en els quals s'escenificaven relats de ciència-Ficció d'autors consagrats com Ray Bradbury, Heinlein o Mann Rubin així com guions originals, entre d'altres, del mateix Ibáñez Serrador.

## Equip artístic
Al costat d'Ibáñez Serrador que, a més de dirigir i escriure els guions (sota el pseudònim de Luis Peñafiel), presentava cada episodi a l'estil de Alfred Hitchcock o Rod Serling, la sèrie va comptar amb un notable planter d'actors, encapçalats pel mateix pare del creador, Narciso Ibáñez Menta.
La música va ser composta per Waldo de los Ríos.

## La sèrie en DVD
Actualment només s'ha editat l'episodi NN23 com a part del pack d' Historias para no dormir distribuït per Vellavisión a partir del 19 de maig de 2008. Apareix en el segon DVD de la col·lecció.
També apareix un episodi titulat El fin empezó ayer, que es va rodar en 1982 com a part del nou lliurament de Historiss para no dormir i que era un remake de l'episodi H. Newman, Doctor en Medicina pertanyent a Mañana puede ser verdad.